# Neolithobius devorans
Neolithobius devorans är en mångfotingart som först beskrevs av Chamberlin 1912.  Neolithobius devorans ingår i släktet Neolithobius och familjen stenkrypare. Inga underarter finns listade i Catalogue of Life.